# 計算機科学哲学
計算機科学哲学（けいさんきかがくてつがく、英: philosophy of computer science）とは、計算機科学についての考察から生ずる哲学的問題に関する学問分野である。計算機システムの開発や保守を支援する概念や方法の全体的な研究を意味すると考えられている。物理学哲学や数学哲学の様に、計算機科学哲学を発展させようとする試みにもかかわらず、計算機科学哲学の内容、目的、焦点、話題についての方向性はまだ存在しない。
以上の様に、計算機科学哲学は、計算機システムを実装や分析に就いての概念や方法の発明に関連するメタ活動を扱う分野である。